# Hardya alpina
Hardya alpina är en insektsart som beskrevs av Wagner 1955. Hardya alpina ingår i släktet Hardya och familjen dvärgstritar. Inga underarter finns listade i Catalogue of Life.